# Lista över professorer vid Handelshögskolan i Stockholm

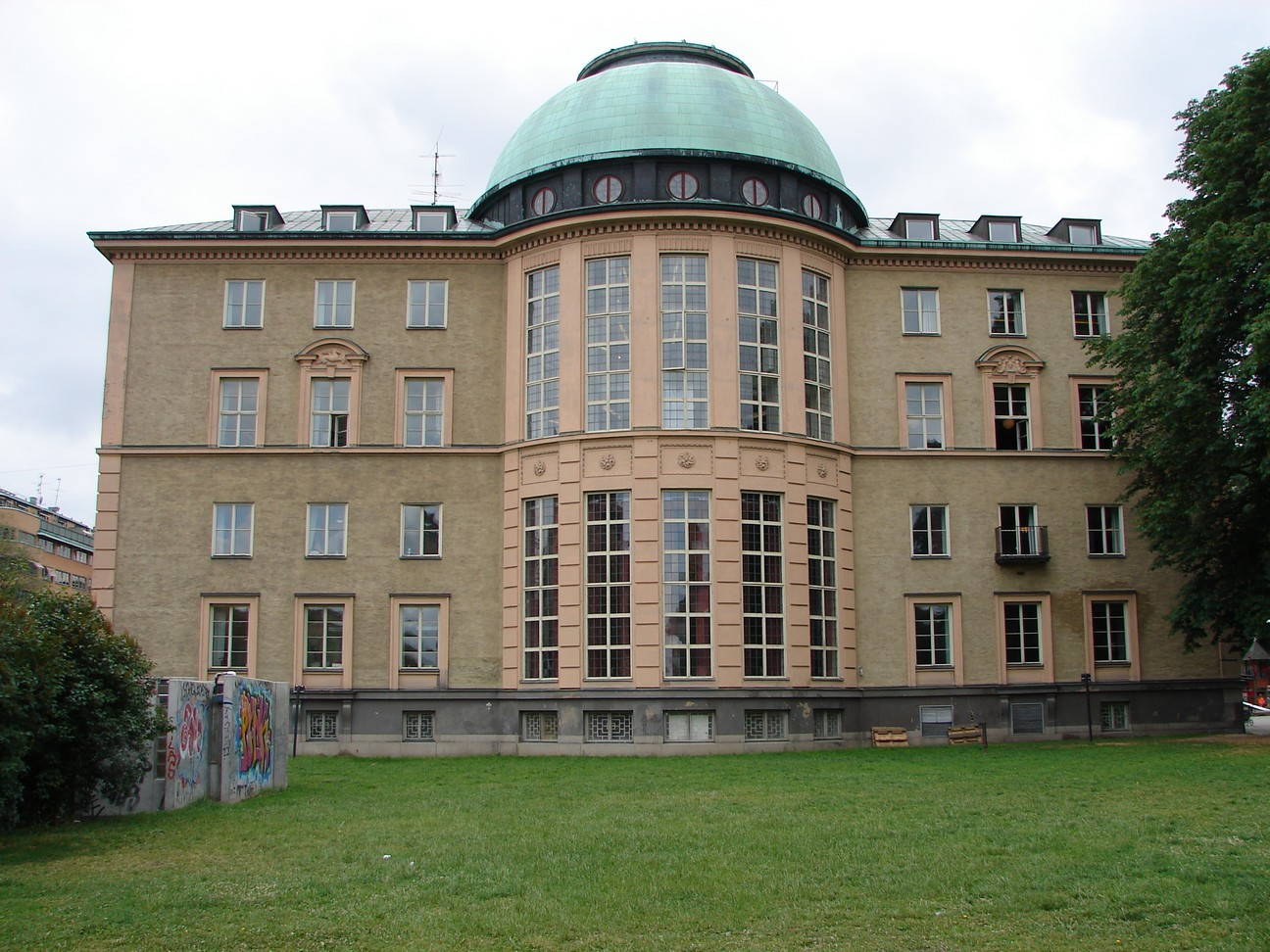
Handelshögskolan i Stockholms huvudbyggnads norra fasad mot parken Observatorielunden i Vasastan i Stockholm.

Det här är en alfabetisk lista över personer som tidigare har tjänstgjort, eller som för närvarande tjänstgör, som professorer och personer som utsetts till professors namn vid Handelshögskolan i Stockholm sedan dess grundande 1909.
Högskolans första professor var Carl Hallendorff. Han utsågs till professor namn, heder och värdighet (idag professors namn) av Handelshögskoleföreningen 1908. Hallendorff utnämndes även till högskolans första rektor 1909, en tjänst han innehade till 1929. Högskolans första ordinarie professorer utsågs 1909, då Gunnar Andersson utnämndes till professor i ekonomisk geografi (1909–1928) och Eli Heckscher utnämndes till professor i nationalekonomi och statistik (1909–1929, senare utnämnd till professor i ekonomisk historia 1929–1944).
Handelshögskolan använder de amerikanska beteckningarna assistant professor (svenska: universitetslektor eller assisterande professor) och associate professor (svenska: biträdande professor eller docent), vilket kan orsaka missförstånd vid översättning till svenska, eftersom innehavarna av dessa befattningar inte är professorer.

## Professorer

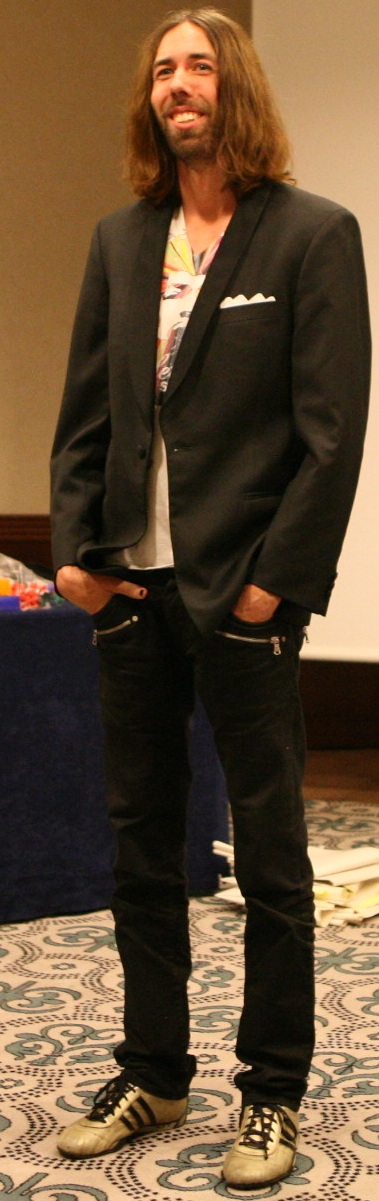
Micael Dahlén, professor i företagsekonomi med särskild inriktning mot marknadsföring

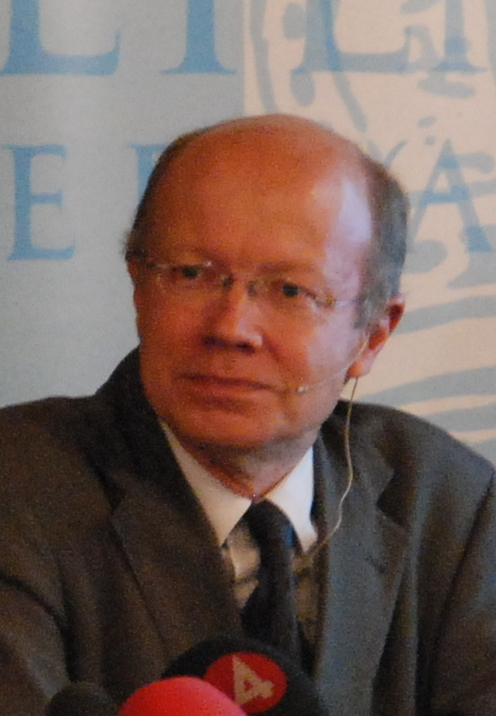
Peter Englund, professor i bank- och försäkringsekonomi

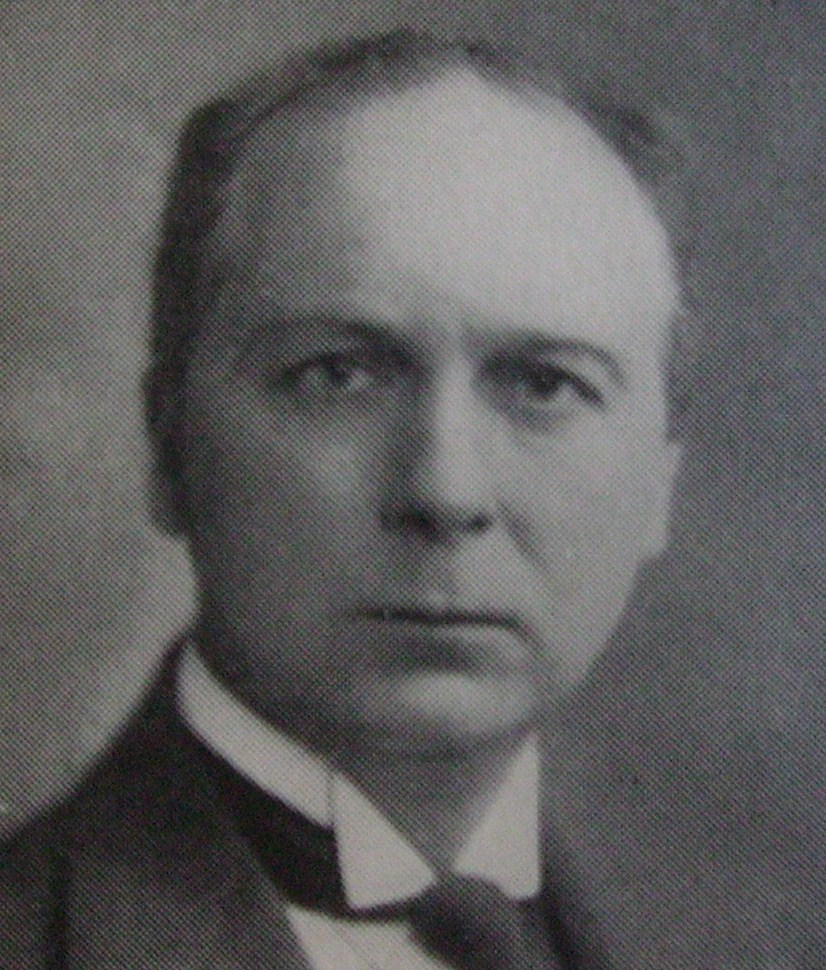
Martin Fehr, professor i rättsvetenskap 1919–1938, Handelshögskolan i Stockholms andra rektor 1929–1936

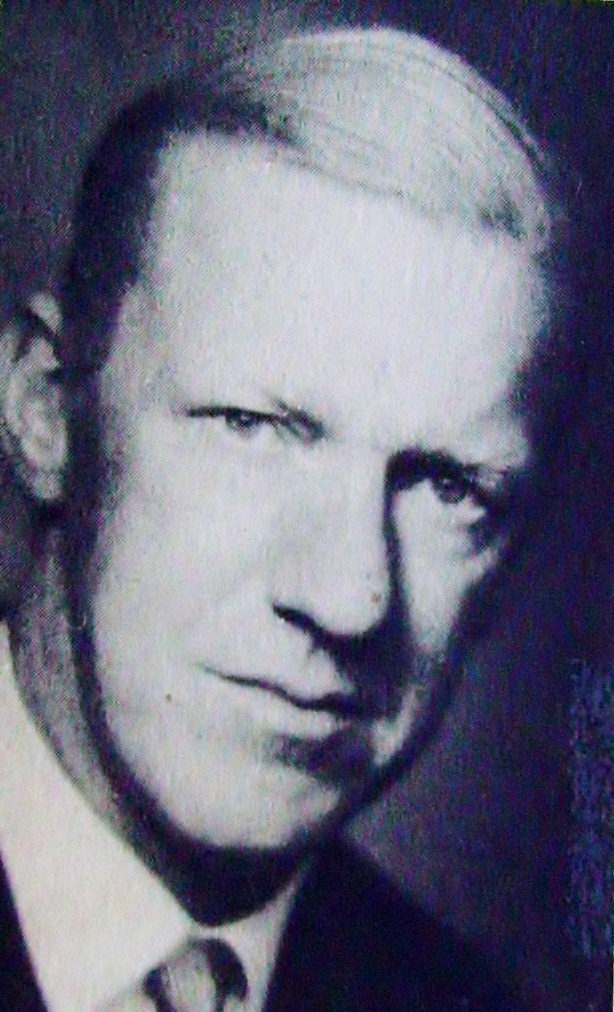
Torsten Gårdlund, A O Wallenbergs professur i nationalekonomi och bankväsende 1947–1963

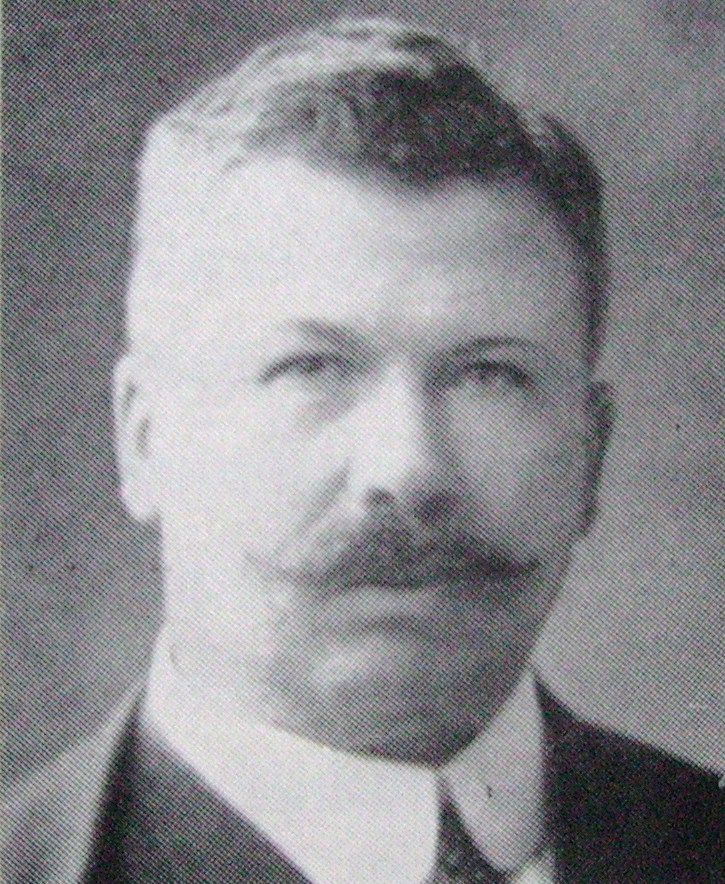
Carl Hallendorff, professor n.h.o.v. (namn, heder och värdighet) 1908, Handelshögskolan i Stockholms första rektor 1909–1929, professor i statsvetenskap och ekonomisk historia 1911–1929

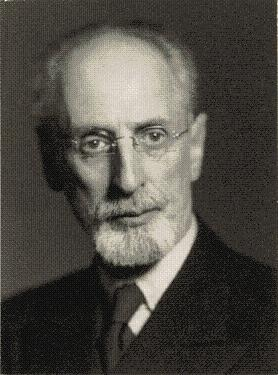
Eli Heckscher, professor i nationalekonomi och statistik 1909–1929, professor i ekonomisk historia 1929–1944

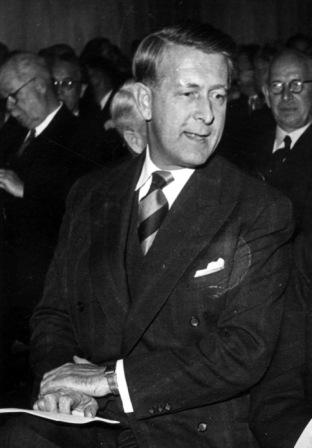
Bertil Ohlin, professor i nationalekonomi 1929–1965, tilldelades 1977 Sveriges Riksbanks pris i ekonomisk vetenskap till Alfred Nobels minne (delat med James Meade). Hans viktigaste bidrag är det så kallade Heckscher-Ohlin-teoremet.

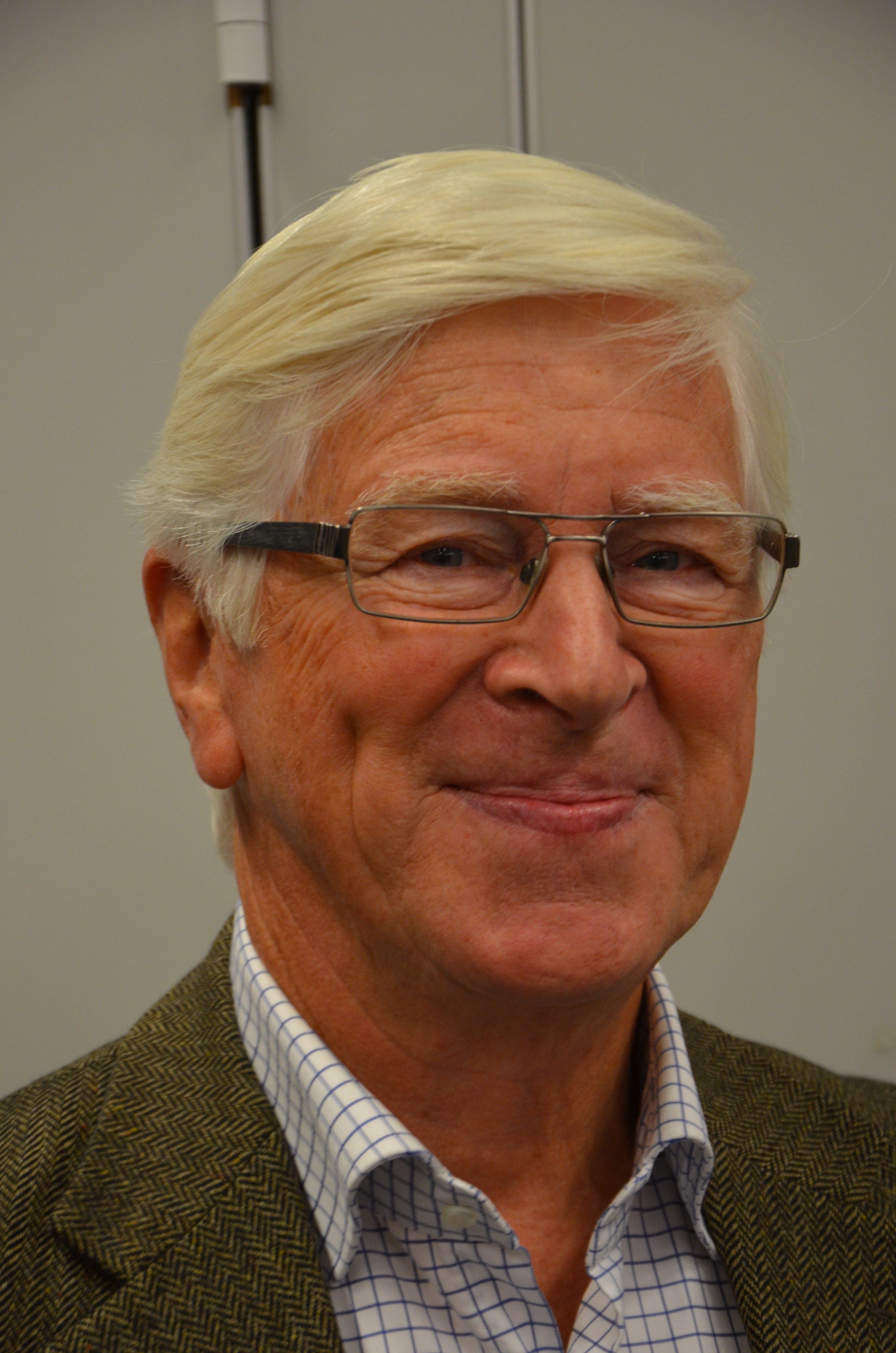
Ulf Olsson (ekonomhistoriker), professor i ekonomisk historia 1989–1994

### A
- Gunnar Alexandersson

professor i internationell ekonomisk geografi 1964–1987
- Gunnar Andersson

professor i ekonomisk geografi 1909–1928
- Per Andersson

professor i företagsekonomi med särskild inriktning mot marknadsföring 2008-
- Gunnar Arpi

professor i ekonomisk geografi 1959–1968
rektor för Handelshögskolan i Stockholm 1963–1968
- Richard Arvidsson

professor i rättsvetenskap med särskild inriktning mot skatterätt (installerad 9 mars 2013)
- Björn Axelsson

professor i företagsekonomi 2002–2003
Olof A Söderbergs professur i företagsekonomi 2003-
SILFs professur i inköp och supply chain management 2005–2009

### B
- Bo Becker

professor i finansiell ekonomi 2013-
- Ragnar Bentzel

professor i nationalekonomi och statistik 1959–1965
- Erik Berglöf

professor i nationalekonomi med särskild inriktning mot institutionell ekonomi 2004–2008
- Lars Bergman

professor i nationalekonomi med särskild inriktning mot energi och miljö 1984–1990
professor i nationalekonomi med särskild inriktning mot miljö och energiekonomi 1990–1992
rektor HHS 2003–2012
- Clas Bergström

professor i finansiell ekonomi med särskild inriktning mot rättsekonomi 1996-
- Tomas Björk

professor i matematisk finans 1998–?
- Martina Björkman Nyqvist

Carl Bennet & Marianne and Marcus Wallenberg professor i nationalekonomi 2020-
- Magnus Blomström

professor i internationellt företagande, med särskild inriktning mot nationalekonomi 1991–2009
- Sven Brisman

A O Wallenbergs professur i nationalekonomi och bankväsende 1917–1946
- Nils Brunsson

Stockholm stads professur i företagsekonomi 1986–2010
- Staffan Burenstam Linder

professor i internationell ekonomi1974–1988
Tore Browaldhs professur i internationell ekonomi 1988–1995
rektor för Handelshögskolan i Stockholm 1986–1995
- Mike Burkart

Gösta Olsons professur i finansiell ekonomi 2004-

### C
- Sune Carlson

1946 års donationsprofessur i företagsekonomi 1946–1955
- Claes-Fredrik Clæson

professor i ekonomisk geografi 1972–1986

### D
- Micael Dahlén

professor i företagsekonomi, med särskild inriktning mot marknadsföring 2008-
- Magnus Dahlquist

Handelsbankens professur i finansiell ekonomi 2006-
- Erik Dahmén

professor i nationalekonomi och ekonomisk och social historia 1958–1985
mottagare av Kungliga Ingenjörsvetenskapsakademiens Stora guldmedalj år 1996
- Anna Dreber Almenberg

Johan Björkmans professor i nationalekonomi 2016-

### E
- Espen Eckbo

Gösta Olsons professur i finansiell ekonomi 1996–1998
- Tore Ellingsen

professur i nationalekonomi, med särskild inriktning mot mikroteori 2000-2004
Ragnar Söderbergs professur i ekonomi 2004–2008
Ragnar Söderbergs professur i nationalekonomi 2008-
- Peter Englund

professor i bank- och försäkringsekonomi 1998-

### F
- Martin Fehr

professor i rättsvetenskap 1919–1938
rektor för Handelshögskolan i Stockholm 1929–1936
ordförande Stockholms fondbörs 1932–1937

- Carl Fey Professor i Företagsekonomi (Internationell Business) 2009-2012
- Richard Friberg

Jacob Wallenbergs professur i nationalekonomi med särskild inriktning mot det svenska näringslivets utveckling och den ekonomiska politiken 2009-

### G
- Mariassunta Giannetti

professor i finansiell ekonomi 2008-
- Torsten Gårdlund

A O Wallenbergs professur i nationalekonomi och bankväsende 1947–1963

### H
- Carl Hallendorff

professor n.h.o.v. (namn, heder och värdighet) 1908
Handelshögskolan i Stockholms första rektor 1909–1929
professor i statsvetenskap och ekonomisk historia 1911–1929
- Eli Heckscher

professor i nationalekonomi och statistik 1909–1929
professor i ekonomisk historia 1929–1944
- Gunnar Hedlund

professor i företagsekonomi, med särskild inriktning mot internationellt företagande 1988–1997
- Magnus Henrekson

Jacob Wallenbergs professur i ekonomi, med särskild inriktning mot ekonomisk politik och svensk affärshistoria 2001–2009
- Lars Henriksson

professor i rättsvetenskap, med särskild inriktning mot konkurrensrätt (installerad 3 maj 2011)
- Johnny Herre

professor i rättsvetenskap 1999-2010
- Ingalill Holmberg

professor i företagsekonomi, Center for Advanced Studies in Leadership (installerad 3 maj 2011)
- Carin Holmquist

Familjen Stefan Perssons professur i företagsekonomi, med särskild inriktning mot entreprenörskap och affärsskapande 2001-
- Ivar Högbom

professor i ekonomisk geografi 1935–1958
rektor för Handelshögskolan i Stockholm 1936–1957

### J
- Peter Jennergren

1946 års donationsprofessur i företagsekonomi 1986-
- Magnus Johannesson

professor i nationalekonomi, särskilt hälsoekonomi 2008-
- Per-Olov Johansson

professor i nationalekonomi, med särskild inriktning mot hälsoekonomi 1992-
- Sven-Erik Johansson

Jan Wallanders professur i företagsekonomi, med särskild inriktning mot redovisning och finansiering 1961–1991
- Lars Jonung

professor i nationalekonomi, med särskild inriktning mot makroekonomi och finanspolitik 1988–2002
- Claes-Robert Julander

professor i marknadsföring och konsumentbeteende 1985–2004
Ragnar Söderbergs professur i ekonomi
rektor för Handelshögskolan i Stockholm 1996–2000
- Karl Gustav Jungenfelt

A O Wallenbergs professur i nationalekonomi 1972–1996
- Bengt Jönsson

professor i hälsoekonomi 1990–2004

### K
- Christer Karlsson

professor i industriell produktion, med särskild inriktning mot produktionsstrategi och innovationsprocesser 1994–2005
- Gunnar Karnell

professor i rättsvetenskap 1976–1987
professor i rättsvetenskap, med särskild inriktning mot intellectual property law 1987–1992
Torsten och Ragnar Söderbergs professur i rättsvetenskap, med särskild inriktning mot intellectual property law 1992–1993
professor i rättsvetenskap, med särskild inriktning mot intellectual property law 1993–1994
professor i rättsvetenskap 1994–1999
- Albert Kôersner

professor i rättsvetenskap 1912–1917
professor i rättsvetenskap 1917–1918
- Folke Kristensson

Stockholm stads professur i företagsekonomi 1949–1960
professor i företagsekonomi 1961–1980

### L
- Jean-Pierre Lehmann

professor i Japans politiska ekonomi och affärsliv 1993–1996
- Johnny Lind

professor i företagsekonomi, med särskild inriktning mot ekonomistyrning 2007-
- Assar Lindbeck

A O Wallenbergs professur i nationalekonomi och bankväsen 1964–1971
- Håkan Lindgren

professor i ekonomisk historia, med särskild inriktning mot bank- och finanshistoria 1995–2004
- Leif Lindmark

professor i företagsekonomi, särskilt småföretagande och regional utveckling 2005-
rektor för Handelshögskolan i Stockholm 2000–2003
- Lars Ljungqvist

professor i nationalekonomi, med särskild inriktning mot makroekonomi 1996-
- Mats Lundahl

professor i development economics 1987-
- Erik Lundberg

professor i nationalekonomi 1965–1974
- Mats Lundeberg

professor i ekonomisk informationshantering 1986–2000
professor i information management 2000–2004

### M
- Lars-Gunnar Mattsson

professor i företagsekonomi 1980–1998
Peter Wallenbergs professur i internationell marknadsföring 1998–2002
- Arthur Montgomery

professor i nationalekonomi och social historia inklusive nationalekonomi 1940–54
professor i nationalekonomi inklusive ekonomisk och social historia 1954–1958
- Leif Mutén

professor i internationell skatterätt 1991–1995
- Johan Myhrman

Jacob Wallenbergs professur i nationalekonomi 1984–1997
- Karl-Göran Mähler

professor i nationalekonomi 1975–1983
professor i nationalekonomi, med särskild inriktning mot miljöekonomi 1983–1997
professor i nationalekonomi 1997–2002

### N
- Erik Nerep

professor i rättsvetenskap 1987–1992
Torsten och Ragnar Söderbergs professur i svensk och internationell handelsrätt 1992–1998
professor i svensk och internationell handelsrätt 1998-
- Per Jonas Nordell

professor i rättsvetenskap, installerad 2006-2008
- Bertil Näslund

1946 års donationsprofessur i företagsekonomi 1973–1984
Gösta Olsons professur i finansiell ekonomi, med särskild inriktning mot ekonomisk analys, finans och investingsteori 1984–1993
Peter Wallenbergs professur i finansiell ekonomi, med särskild inriktning mot internationellt företagande 1993–2000

### O
- Bertil Ohlin

professor i nationalekonomi 1929–1965
- Ulf Olsson

professor i ekonomisk historia 1989–1994

### P
- Paulsson Frenckner

1946 års donationsprofessur i företagsekonomi 1956–1971
- Staffan Persson

professor i ekonomisk informationshantering 1969–1984

### R
- Christina Ramberg

professor i internationell och jämförande handelsrätt 2001–2002
- Patrick Regnér

professor i företagsekonomi med särskild inriktning mot strategic management 2015 -
- Knut Rodhe

professor i rättsvetenskap 1944–1970
professor i krediträtt 1970–1976
rektor för Handelshögskolan i Stockholm 1957–1963, 1968–1970
- Johan Roos

Bo Rydins och SCA:s professur i företagsekonomi med särskild inriktning mot strategi 2007–2009
- Erik Ruist

professor i statistik med särskild inriktning mot ekonomisk statistik och nationalekonomi 1966–1986

### S
- Lars Samuelson

Öhrling Revekos professur i företagsekonomi 1993–1997
Öhrling Coopers & Lybrands professur i företagsekonomi 1997–2000
Öhrling Pricewaterhousecoopers professur i företagsekonomi 2000–2003
professor i företagsekonomi 2003–2005
- Walter Schuster

professor i redovisning och finansiering 2004–2005
Öhrlings Pricewaterhousecoopers professur i redovisning och revision 2006-
- Paul S Segerstrom

Tore Browaldhs professur i internationell ekonomi 2000-
- Guje Sevon

professor i ekonomisk psykologi med särskild inriktning mot organisationspsykologi 2001–2005
- Dharam Deo Sharma

Peter Wallenbergs professur i internationell marknadsföring 2002-
- Oskar Sillén

professor i handel och bankväsen 1915–1933
professor i företagsekonomi 1933–1952
- Lennart Sjöberg

professor i psykologi med särskild inriktning mot riskteori 1988–1992
professor i psykologi med särskild inriktning mot ekonomisk psykologi 1992–2006
- Örjan Sjöberg

professor i ekonomisk geografi med särskild inriktning mot internationell ekonomisk geografi 2001-
- Sven-Erik Sjöstrand

Rådet för Arbetslivsfrågors professur i företagsekonomi med särskild inriktning mot personal- och arbetslivsfrågor 1978–1988
Rådet för Arbetslivsfrågors professur i företagsekonomi med särskild inriktning mot management och arbetslivsfrågor 1988-1994
Matts Carlgrens professur i företagsekonomi 1994-
- Kenth Skogsvik

KPMG Bohlins professur i företagsekonomi med särskild inriktning mot extern redovisning och finansiering 1994–2000
KPMG:s professur i företagsekonomi med särskild inriktning mot extern redovisning och finansiering 2000-
- Lars Strannegård

Bo Rydins och SCA:s professur i företagsekonomi med särskild inriktning mot ledarskap 2010- (installerad 3 maj 2011)

- Per Strömberg

Handelshögskolans jubileumsprofessur i finansiell ekonomi med särskild inriktning mot riskkapital 2010 -
- Bengt Stymne

professor i organisationsteori 1978–1992
professor i företagsekonomi med särskild inriktning mot organisationsteori 1992–2006
- Ingolf Ståhl

professor i företagsekonomi med särskild inriktning mot datorbaserade applikationer av ekonomisk teori 1986–1988
professor i företagsekonomi med särskild inriktning mot datorbaserade applikationer av ekonomisk teori, särskilt spelteori och förhandling1988–2006
- Magnus Söderlund

professor i företagsekonomi med särskild inriktning mot marknadsföring 2008-
- Örjan Sölvell

professor i företagsekonomi med särskild inriktning mot internationellt företagande 1999-

### T
- Robin Teigland

professor i företagsekonomi med särskild inriktning mot strategi och informationsledelse 2015-
- Timo Teräsvirta

professor i ekonomisk statistik 1994–2008
- Thomas Thorburn

Stockholm stads professur i företagsekonomi 1961–1978
- Gerhard Törnqvist

professor i företagsekonomi med särskild inriktning mot distributionsekonomi 1934–1957
professor i företagsekonomi 1957–1960

### V
- Jan-Erik Vahlne

professor i företagsekonomi med särskild inriktning mot internationellt företagande 1988–1995
- Nils Västhagen

professor i företagsekonomi 1954–1958

### W
- Richard Wahlund

Familjen Bonniers professur i företagsekonomi med särskild inriktning mot media 2006-
- Ernst Walb

professor i handel och bankväsen 1910–1911
- Jörgen W Weibull

A O Wallenbergs professur i nationalekonomi 1995-
- Andreas Werr

professor i företagsekonomi med särskild inriktning mot professional services (installerad 9 mars 2013)
- Gunnar Westerlund

professor i socialpsykologi och staff management 1956–1977
- Anders Westlund

professor i ekonomisk statistik 1986-
- Johan Wiklund

professor i företagsekonomi med särskild inriktning mot entreprenörskap 2013 -
- William William-Olsson

professor i ekonomisk geografi 1946–1969
- Bertil Wiman

professor i internationell skatterätt 1996–2001
KPMG:s professur i skatterätt 2001–2008
- Karl-Erik Wärneryd

professor i ekonomisk psykologi 1963–1992

### Z
- Udo Zander

professor i företagsekonomi med särskild inriktning mot internationellt företagande 2002-
Ragnar Söderbergs professur i ekonomi 2009–2012

### Å
- Anders Åslund

professor i Östeuropastudier med särskild inriktning mot ekonomiska och sociala förhållanden 1991–1995
- Pär Åhlström

professor i företagsekonomi med särskild inriktning mot operations management 2007-
Torsten och Ragnar Söderbergs professur i företagsekonomi med inriktning på företagande och ledning 2008-

### Ö
- Robert Östling
professor i nationalekonomi 2020-
- Lars Östman

professor i företagsekonomi med särskild inriktning mot redovisning 1982–1992
Jan Wallanders professur i företagsekonomi med särskild inriktning mot redovisning och finansiering 1992–2004

## Adjungerade professorer

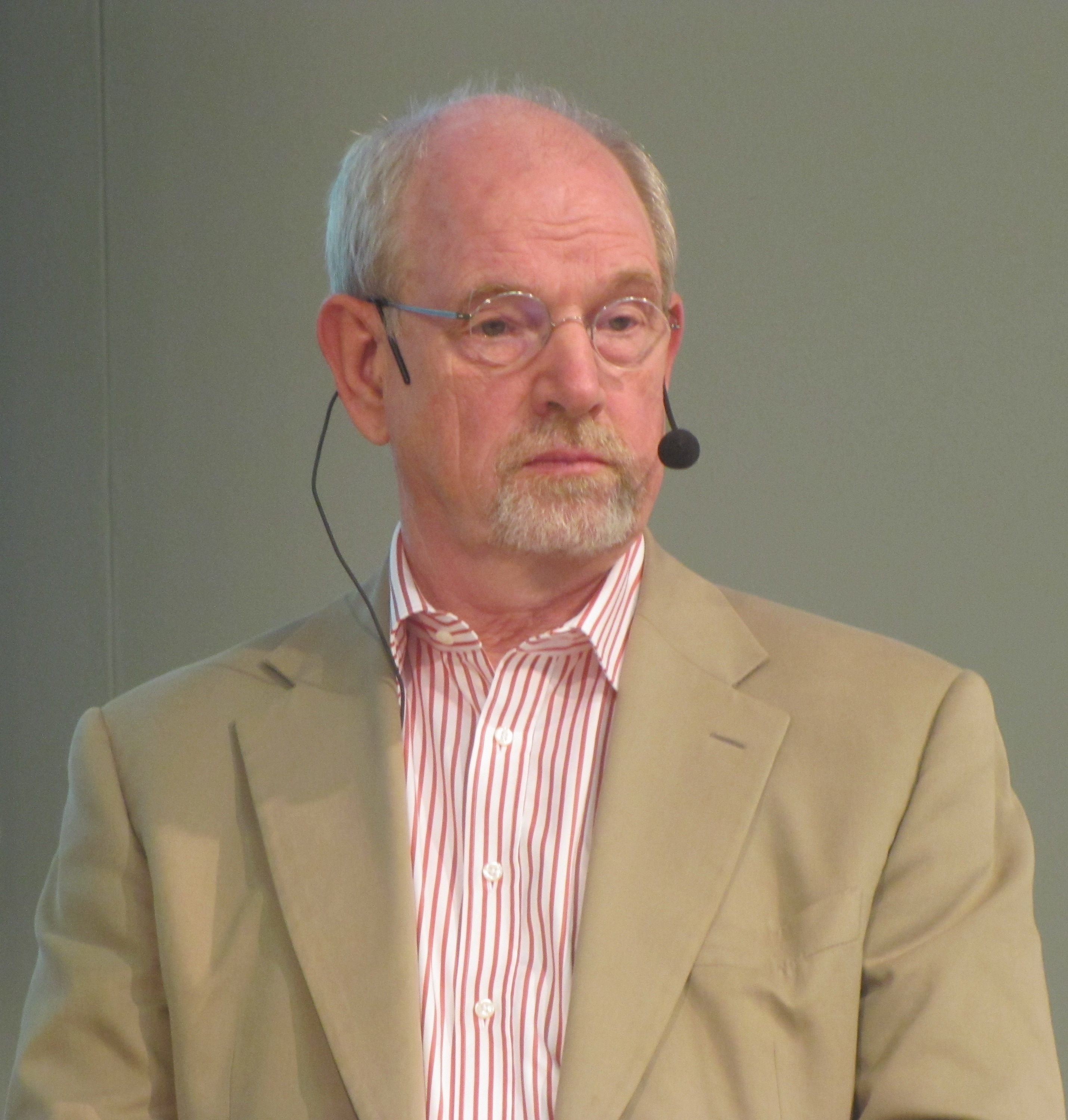
Hans De Geer, adjungerad professor i företagsetik och -historia 1995–2005

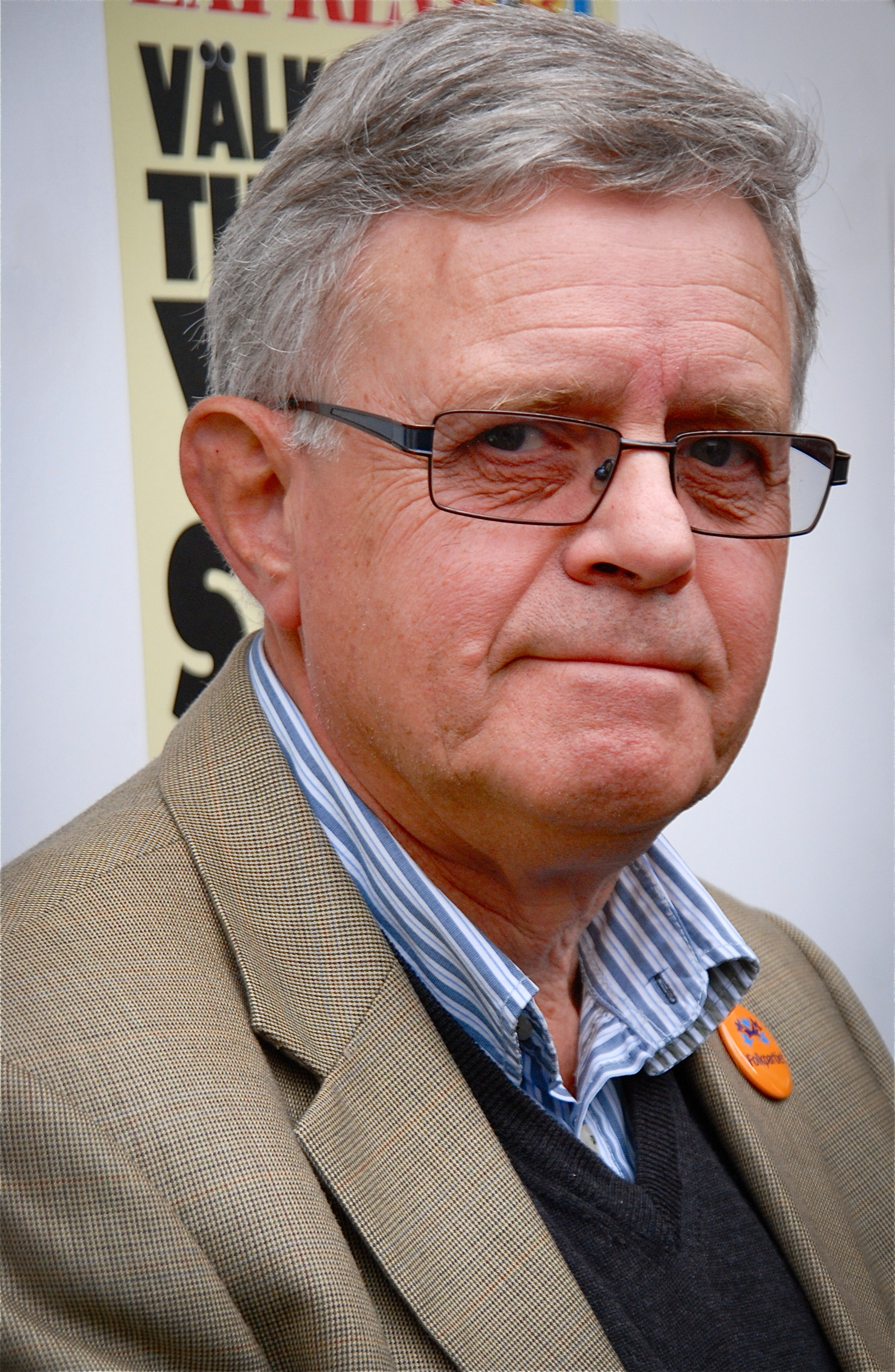
Carl B Hamilton, adjungerad professor i internationell ekonomi med särskild inriktning mot handelsrätt 1999–2005

En adjungerad professor (engelska: adjunct professor, acting professor) tillsätts med extern finansiering och har en begränsad tjänstgöringstid. En adjungering baseras ofta på att Handelshögskolan i Stockholm får möjligheten att knyta till sig en expert som varit verksam inom näringslivet eller motsvarande.
Den adjungerade professorn arbetar deltid på högskolan, med en tjänstgöringsgrad på mellan 20 och 50 procent, och övrig tid hos sin ordinarie arbetsgivare. Tillsättningen av tjänsten är inte konkurrensutsatt eftersom det handlar om en bedömning av den aktuella individens eventuella professorskompetens. Efter avslutad adjungering kan professorstiteln inte längre användas.
- Jan Bergstrand

adjungerad professor i management control 2001-
- Magnus Bild

adjungerad professor i finansiell kommunikation 2015-
- Hans De Geer

adjungerad professor i företagsetik och -historia 1995–2005
- Bo Ekehammar

adjungerad professor i psykologi med särskild inriktning mot psykometri 2002–2005
- Niklas Ekvall

adjungerad professor i finansiell ekonomi 2002–2008
- Reinhold Fahlbeck

adjungerad professor i arbetsrättslagstiftning 1980–2007
- Bo Fridman

adjungerad professor i redovisning 1985–1995
- Lars Gorton

adjungerad professor i internationell handelsrätt 1986–2007
- Anders Hagstedt

adjungerad professor i skatterätt 1976–1998
- Carl B. Hamilton

adjungerad professor i internationell ekonomi med särskild inriktning mot handelsrätt 1999–2005
- Karl-Olof Hammarkvist

adjungerad professor i företagsekonomi med särskild inriktning mot finansiella marknader 1996-
rektor för Handelshögskolan i Stockholm 2013–2014
- Per Hanner

adjungerad professor i företagsadministration med särskild inriktning mot redovisning 1973–1985
- Anders Hultqvist

adjungerad professor i skatterätt med särskild inriktning mot beskattning av den finansiella sektorn 1998–2004
- David H. Ingvar

adjungerad professor i organisationspsykologi 1990–1995
- Bengt Jacobsson

adjungerad professor företagsekonomi med särskild inriktning mot statliga organisationer 1997–2002
- Christer Karlsson

adjungerad professor i företagsekonomi med särskild inriktning mot management och teknik 1992–1994
- Johnny Lindström

adjungerad professor i ekonomisk statistik 2001–2007
- Åke Magnusson

adjungerad professor i företagsekonomi med särskild inriktning mot internredovisning 1995–2004
- Lars Nabseth

adjungerad professor i nationalekonomi med särskild inriktning mot transformation av industristruktur 1989–1993
- Jan Rosén

adjungerad professor i medialagstiftning 1996–1999
adjungerad professor medialagstiftning och civilrätt 1999–2002
- Lars A. Samuelson

adjungerad professor i företagsekonomi 1987–1993
- Per Samuelsson

adjungerad professor i företags- och kapitalmarknadsrätt med särskild inriktning mot rättsvetenskap och nationalekonomi 1999–2002
- Brita Schwarz

adjungerad professor i företagsekonomi med särskild inriktning mot operational och systematisk analys 1991–1998
- Rami Shani

adjungerad professor i företagsekonomi med särskild inriktning mot organisatoriskt lärande och förändring 2003–2006
- Hans Sjögren

adjungerad professor i finans- och affärshistoria, The Institute for Economic and Business History Research
- Hans Tson Söderström

adjungerad professor i makroekonomisk policyanalys 1992-
- Carl-Axel Staël von Holstein

adjungerad professor i företagsekonomi 1990–2005
- Bo Sundgren

adjungerad professor i information processing med särskild inriktning mot automatisk datahantering 1987–2005
- Bertil Thorngren

adjungerad professor i företagsekonomi med särskild inriktning mot telematik och marknadsföring 1996–2005
- Gabriel Urwitz

adjungerad professor i finansiell ekonomi 1987–1999
- Staffan Viotti

adjungerad professor i finansiell ekonomi med särskild inriktning mot särskilt bank- och försäkringsekonomi 1998-
- Richard Wahlund

adjungerad professor i företagsekonomi med särskild inriktning mot marknadsföring och ekonomisk psykologi 1998–2004
- Mary Lindenstein Walshok

adjungerad professor i företagsekonomi med särskild inriktning mot företagande 1999–2005
- Pehr Wissén

adjungerad professor i finansiell ekonomi
- Lars-Erik Öller

adjungerad professor i ekonomisk statistik 1994–2000

## Docenter och lektorer
Handelshögskolan använder amerikanska beteckningar på befattningar och tjänster. Befattningen Associate Professor motsvaras av svenskans universitetslektor eller docent.
- Walter Harlock, lektor i engelska 1909–1923
- Ernst Meyer, bibliotekarie vid och chef för Handelshögskolan i Stockholms bibliotek från 1909, lektor i tyska språket vid Handelshögskolan i Stockholm 1909–42 och vid Stockholms högskola 1928–40, känd för sin banbrytande forskning inom den experimentella fonetiken.
- Ernst Walb, lektor i kommers 1909–1910

## Forskarassistenter
Handelshögskolan använder amerikanska beteckningar på befattningar och tjänster. Tjänsten Assistant Professor motsvaras av svenskans forskarassistent.

## Övriga
- Gunnar Bomgren
- Magnus Mörner af Morlanda, föreståndare för Iberoamerikanska biblioteket och institutet 1953–1965 (institutet bytte namn till Stockholm Institute of Latin American Studies, svenska: Latinamerikainstitutet, 1969 och integrerades i Stockholms universitet 1977).
- Kerstin Sahlin
- Anne Wibble (född Ohlin), Sveriges finansminister 1991–1994, dotter till Bertil Ohlin, arbetade som lärare vid Handelshögskolan i Stockholm under sex år.